# Cathedral City (Kalifornia)

Położenie Cathedral City w hrabstwie Riverside

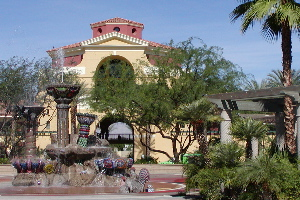
Ratusz w Cathedral City

Cathedral City – miasto w Stanach Zjednoczonych położone we północnej części hrabstwa Riverside w Kalifornii. Liczba mieszkańców 42 647 (2000). W 2006 szacuje się, że miasto zamieszkiwało 48 000 osób.

## Położenie
Cathedral City znajduje się w pustynnej, sztucznie nawadnianej Dolinie Coachella ok. 100 km na wschód od stolicy hrabstwa, miasta Riverside.

## Historia
Nazwa miasta wywodzi się od pobliskiego Cathedral Canyon odkrytego w 1850 roku, osadnictwo na terenie miasta  rozpoczęło się w latach 20. XX-wieku. Prawa miejskie Cathedral City posiada od 1981 roku.  W ostatnim dwudziestoleciu nastąpił szybki rozwój miasta, liczba ludności zwiększyła się kilkukrotnie.
Na cmentarzu Desert Memorial Park znajduje się grób Franka Sinatry.